# Indigofera rothii
Indigofera rothii är en ärtväxtart som beskrevs av John Gilbert Baker. Indigofera rothii ingår i släktet indigosläktet, och familjen ärtväxter. Inga underarter finns listade i Catalogue of Life.